# Kaserne Liestal

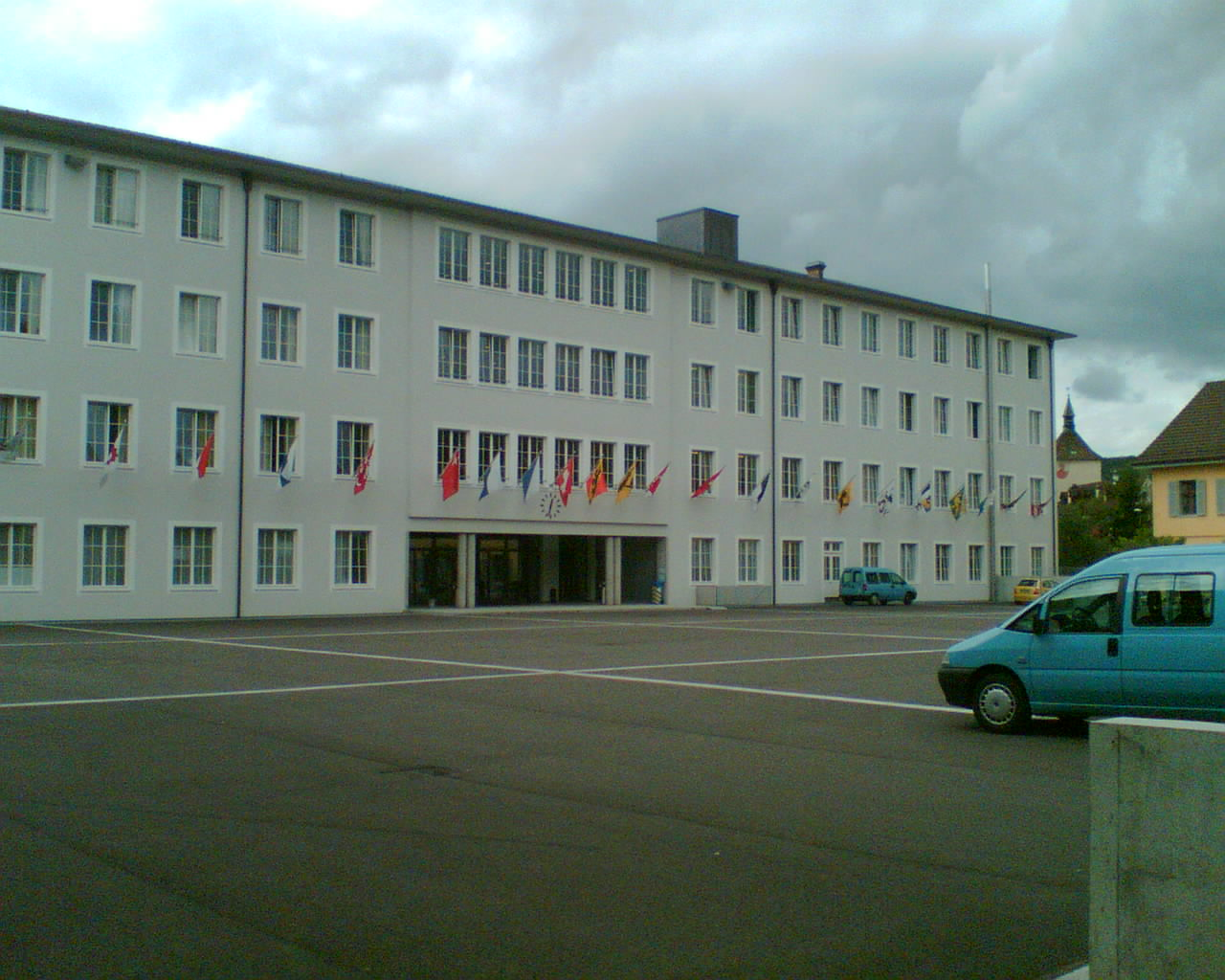
Hauptgebäude und Kasernenhof (2006)

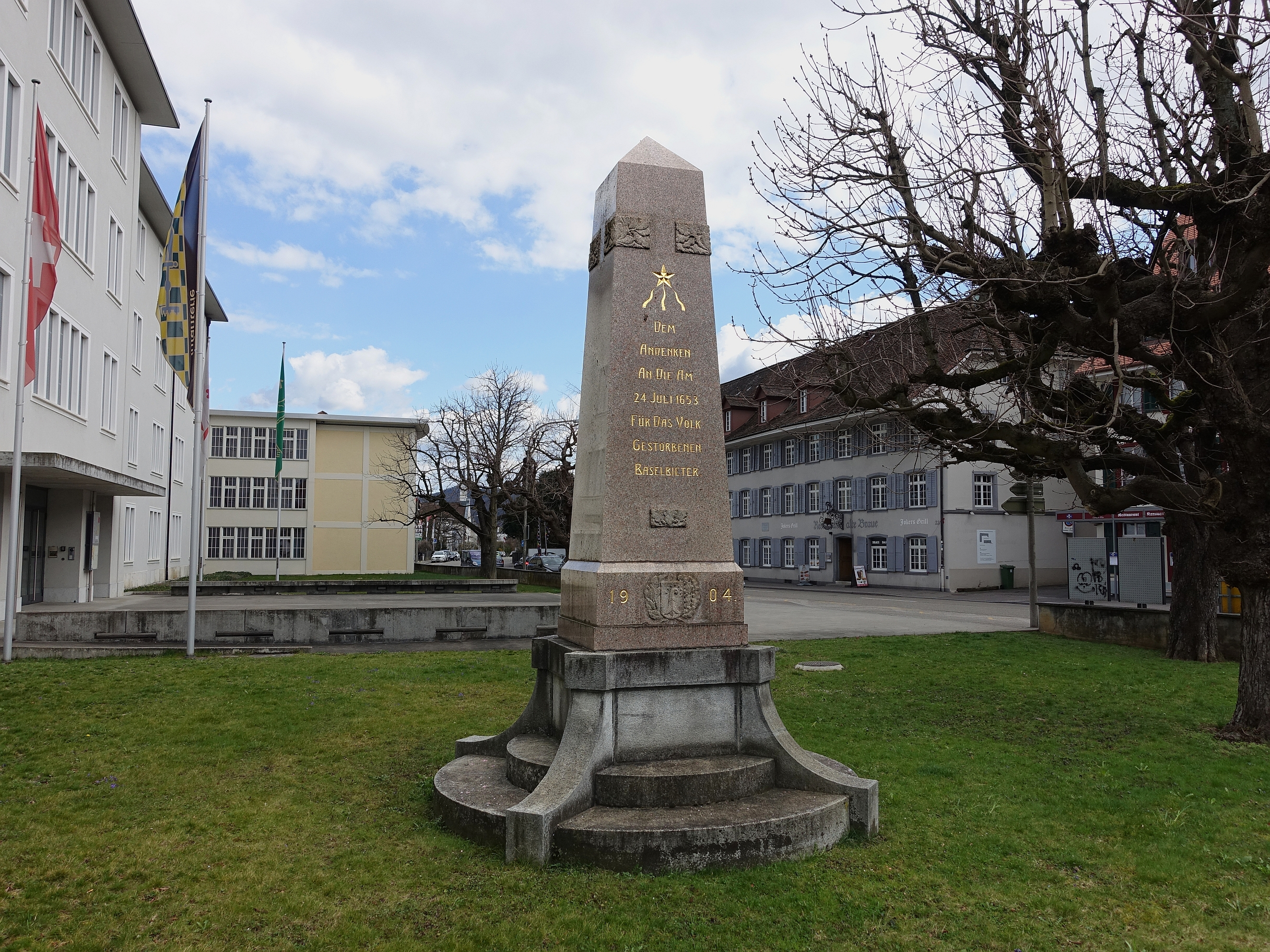
Bauernkriegsdenkmal von 1904 vor der Kaserne

Die Kaserne Liestal ist eine Kaserne der Schweizer Armee in Liestal, dem Hauptort des Kantons Basel-Landschaft.
Die Kaserne besteht seit 1862 und gehört zum einzigen Waffenplatz nördlich des Juras. Es handelt sich um eine kantonale, nicht um eine eidgenössische Kaserne. Dementsprechend wird in der Kaserne Liestal seit jeher Infanterie ausgebildet, welche bis zum Inkrafttreten der totalrevidierten Bundesverfassung von 1999 den Kantonen unterstand.